# Leek (gemeente)

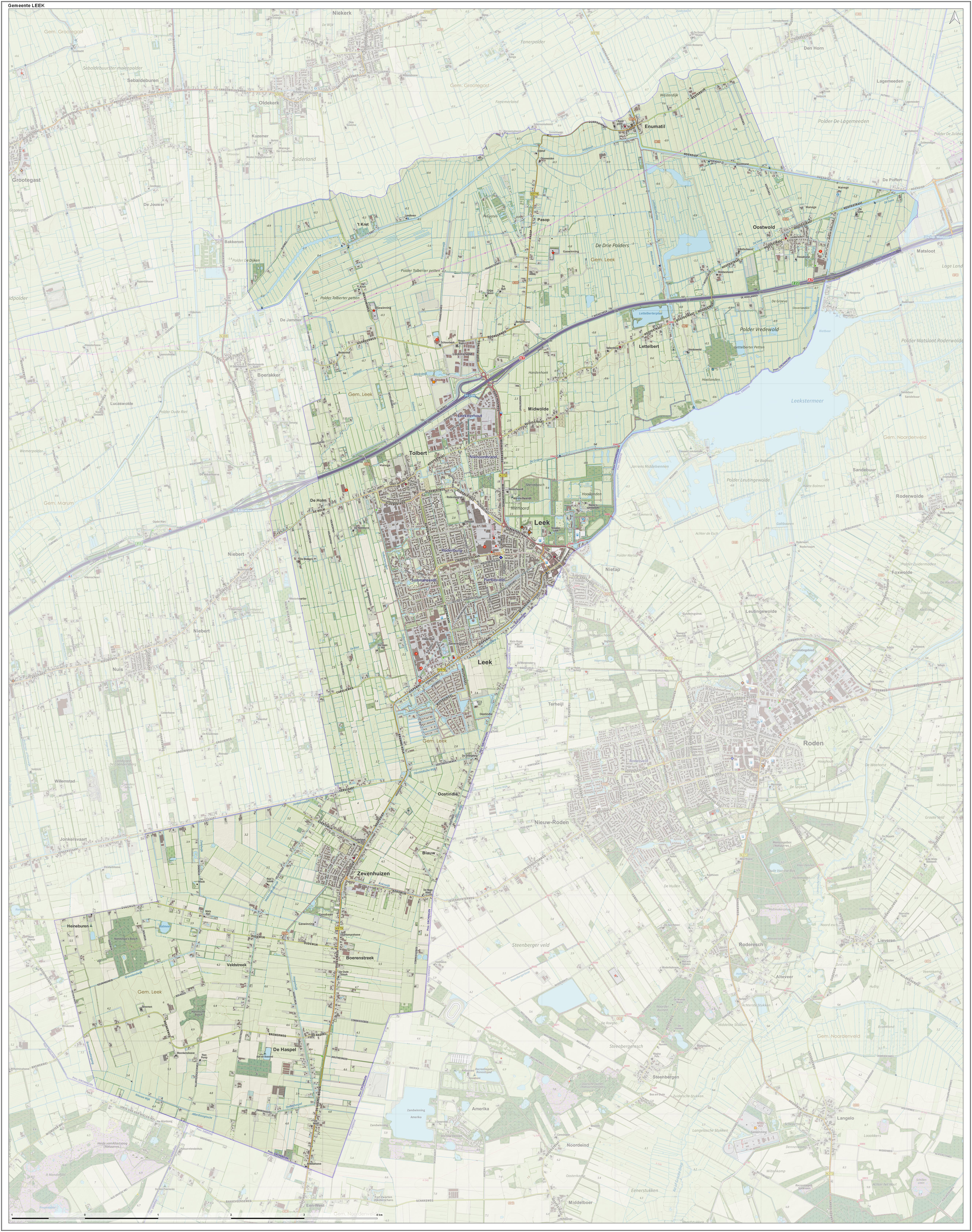
Topografische gemeentekaart van Leek

Leek (uitspraakⓘ) (Gronings: (De) Laik of De Lieke, Fries: De Like) is een voormalige gemeente in Noord-Nederland, in het Westerkwartier van de provincie Groningen. De gemeente besloeg een oppervlakte van 64 km², waarvan 0,63 km² water en telde 19.680 inwoners (31 mei 2018). De gemeente Leek is op 1 januari 2019 opgegaan in de gemeente Westerkwartier, samen met de gemeentes Marum, Grootegast, en Zuidhorn.

## Geografie
De gemeente Leek omvatte naast het dorp Leek de volgende plaatsen: Diepswal, Enumatil, Lettelbert, Midwolde, Oostwold, Tolbert en Zevenhuizen. Tot de gemeentelijke herindeling in 1990 hoorde ook een deel van Boerakker bij Leek, daarna tot 2019 hoorde dat (op enkele adressen na) bij de gemeente Marum. Plannen om beide gemeenten in 1990 samen te voegen gingen uiteindelijk niet door. Het dorp Enumatil, dat tot dan deels onder de gemeenten Leek, Zuidhorn en Niekerk viel, is toen geheel in de gemeente Leek komen te liggen.
In 2013 is op basis van het advies Grenzeloos Grunnen in de provincie Groningen een traject gestart richting een gemeentelijke herindeling. Per 1 januari 2019 is Leek samen met de gemeenten Marum, Grootegast en Zuidhorn en het gebied Middag van de gemeente Winsum de nieuwe gemeente Westerkwartier geworden.
Leek grensde aan Drenthe en Friesland.

## Drie provinciepunt
In een tuin van een huis aan de Allardsoogsterweg (Allardsoog) in het zuidwesten van de voormalige gemeente staat een grenspaal die het exacte punt markeert waar de drie provincies Groningen, Drenthe en Friesland en waar de gemeenten Noordenveld, Opsterland en Leek aan elkaar grensden.

## Politiek

### Gemeenteraad
De laatste gemeenteraad van Leek bestond uit 17 zetels. Hieronder staat de samenstelling van de gemeenteraad van 1949-2019:
| Gemeenteraadszetels              | Gemeenteraadszetels | Gemeenteraadszetels | Gemeenteraadszetels | Gemeenteraadszetels | Gemeenteraadszetels | Gemeenteraadszetels | Gemeenteraadszetels | Gemeenteraadszetels | Gemeenteraadszetels | Gemeenteraadszetels | Gemeenteraadszetels | Gemeenteraadszetels | Gemeenteraadszetels | Gemeenteraadszetels | Gemeenteraadszetels | Gemeenteraadszetels | Gemeenteraadszetels |
| Partij                           | 1949                | 1953                | 1958                | 1962                | 1966                | 1970                | 1974                | 1978                | 1982                | 1986                | 1990                | 1994                | 1998                | 2002                | 2006                | 2010                | 2014                |
| -------------------------------- | ------------------- | ------------------- | ------------------- | ------------------- | ------------------- | ------------------- | ------------------- | ------------------- | ------------------- | ------------------- | ------------------- | ------------------- | ------------------- | ------------------- | ------------------- | ------------------- | ------------------- |
| CDA                              | -                   | -                   | -                   | -                   | -                   | -                   | -                   | 5                   | 5                   | 4                   | 5                   | 4                   | 4                   | 5                   | 4                   | 3                   | 3                   |
| PvdA                             | 5                   | 5                   | 5                   | 5                   | 5                   | 6                   | 6                   | 4                   | 4                   | 5                   | 5                   | 4                   | 4                   | 4                   | 6                   | 4                   | 3                   |
| VVD                              | 3                   | 2                   | 3                   | 2                   | 2                   | 2                   | 2                   | 3                   | 3                   | 3                   | 2                   | 2                   | 2                   | 4                   | 3                   | 3                   | 3                   |
| D66                              | -                   | -                   | -                   | -                   | -                   | 1                   | -                   | -                   | 0                   | 0                   | 0                   | 2                   | 1                   | 0                   | 0                   | 2                   | 3                   |
| GroenLinks                       | -                   | -                   | -                   | -                   | -                   | -                   | -                   | -                   | -                   | -                   | 1                   | 1                   | 2                   | 2                   | 2                   | 2                   | 3                   |
| ChristenUnie                     | -                   | -                   | -                   | -                   | -                   | -                   | -                   | -                   | -                   | -                   | -                   | -                   | -                   | 2                   | 2                   | 2                   | 2                   |
| Onafhankelijke Raadsfractie Leek | -                   | -                   | -                   | -                   | -                   | -                   | -                   | -                   | -                   | -                   | -                   | -                   | -                   | -                   | -                   | 1                   | -                   |
| Jezus Leeft                      | -                   | -                   | -                   | -                   | -                   | -                   | -                   | -                   | -                   | -                   | -                   | -                   | -                   | -                   | -                   | -                   | 0                   |
| GPV                              | 0                   | 1                   | 1                   | 1                   | 1                   | 1                   | 1                   | 1                   | 2                   | 1                   | 2                   | 2                   | 2                   | -                   | -                   | -                   | -                   |
| Algemeen Belang                  | -                   | -                   | -                   | -                   | -                   | -                   | -                   | 3                   | 2                   | 3                   | 2                   | 2                   | 2                   | -                   | -                   | -                   | -                   |
| AOV/Unie 55+                     | -                   | -                   | -                   | -                   | -                   | -                   | -                   | -                   | -                   | -                   | -                   | -                   | 0                   | -                   | -                   | -                   | -                   |
| PSP/PPR                          | -                   | -                   | -                   | -                   | -                   | -                   | -                   | -                   | 1                   | 1                   | -                   | -                   | -                   | -                   | -                   | -                   | -                   |
| PPR/D66                          | -                   | -                   | -                   | -                   | -                   | -                   | 1                   | 1                   | -                   | -                   | -                   | -                   | -                   | -                   | -                   | -                   | -                   |
| ARP-CHU                          | -                   | -                   | -                   | -                   | -                   | 5                   | 5                   | -                   | -                   | -                   | -                   | -                   | -                   | -                   | -                   | -                   | -                   |
| ARP                              | 4                   | 4                   | 3                   | 4                   | 4                   | -                   | -                   | -                   | -                   | -                   | -                   | -                   | -                   | -                   | -                   | -                   | -                   |
| CHU                              | 1                   | 1                   | 1                   | 1                   | 1                   | -                   | -                   | -                   | -                   | -                   | -                   | -                   | -                   | -                   | -                   | -                   | -                   |
| BP                               | -                   | -                   | -                   | 0                   | 2                   | -                   | -                   | -                   | -                   | -                   | -                   | -                   | -                   | -                   | -                   | -                   | -                   |
| KVP                              | -                   | -                   | 0                   | 0                   | -                   | -                   | -                   | -                   | -                   | -                   | -                   | -                   | -                   | -                   | -                   | -                   | -                   |
| CPN                              | -                   | -                   | 0                   | 0                   | -                   | -                   | -                   | -                   | -                   | -                   | -                   | -                   | -                   | -                   | -                   | -                   | -                   |
| PSP                              | -                   | -                   | -                   | 0                   | -                   | -                   | -                   | -                   | -                   | -                   | -                   | -                   | -                   | -                   | -                   | -                   | -                   |
| Totaal                           | 13                  | 13                  | 13                  | 13                  | 15                  | 15                  | 15                  | 17                  | 17                  | 17                  | 17                  | 17                  | 17                  | 17                  | 17                  | 17                  | 17                  |

De Partij van de Arbeid begon de raadsperiode 2010-2014 met 5 zetels. Op 15 april 2013 is raadslid Kees Lakerveld uit de raadsfractie van deze partij getreden en verdergegaan als eenmansfractie onder de naam Onafhankelijke raadsfractie Leek.

### College van B&W
Het laatste college van burgemeester en wethouders bestond uit:
- burgemeester: B.C. (Berend) Hoekstra (VVD)
- wethouder: H.J. (Hans) Morssink (CDA)
- wethouder: B. (Ben) Plandsoen (PvdA)
- wethouder: C.T. (Karin) Dekker (GroenLinks)

Wethouder R. (Rien) Honnef, die sinds 2014 in het college zat voor GroenLinks, overleed in juli 2016 plotseling tijdens zijn vakantie in Frankrijk. Hij werd opgevolgd door C.T. (Karin) Dekker.
Het college van burgemeester en wethouders bestond in de periode 2010-2014 uit burgemeester B.C. (Berend) Hoekstra (VVD) en de wethouder: B. (Ben) Plandsoen (PvdA), T.H. (Tanja) Haseloop-Amsing (VVD) en H.J. (Hans) Morssink (CDA).
In oktober 2011 was wethouder M. Bouma afgetreden en opgevolgd door wethouder H.J. Morssink.

### Monumenten, kunst
In de voormalige gemeente zijn er een aantal rijksmonumenten en oorlogsmonumenten, zie:
- Lijst van rijksmonumenten in Westerkwartier
- Lijst van gemeentelijke monumenten in Leek
- Lijst van oorlogsmonumenten in Westerkwartier

De dorpen Tolbert, Lettelbert en Midwolde hebben bezienswaardige oude dorpskerken.
In de voormalige gemeente zijn diverse beelden, sculpturen en objecten geplaatst in de openbare ruimte, zie:
- Lijst van beelden in Westerkwartier

## Geboren
- Loïs Wieringa (2005), voetbalster

## Bekende (oud-)inwoners van de gemeente Leek
- Eef Brouwers (Zwolle, 1939) - oud-hoofdredacteur Nieuwsblad van het Noorden, oud-radiomedewerker AVRO, oud-nieuwslezer bij het NOS Journaal, oud-hoofd Rijksvoorlichtingsdienst
- Susanne Clermonts (Johannesburg, Zuid-Afrika, 1972) - technopopmuzikante Krause
- Tygo Gernandt (Amsterdam, 1974) - acteur
- Henk de Haan (Nijmegen, 1941) - oud-lid Tweede Kamer en hoogleraar
- Ferdinand Folef von Innhausen und Kniphausen (Midwolde, gemeente Leek (Groningen), 1804-1884) - "De Dolle Jonker", heer van Nienoord en Vredewold en burgemeester van Leek en Marum
- Siepie de Jong (Breda, 1940) - voormalig staatssecretaris en oud-burgemeester van Leek, bestuurslid landelijk bestuur PvdA
- Harm de Jonge (Groningen, 1939) - kinderboekenschrijver
- Rutger Smith (Groningen, 1981) - atleet
- Ymre Stiekema (Groningen, 1992) - internationaal model
- Kim Polling (Zevenhuizen, gemeente Leek (Groningen), 1991) - judoka
- Herman Wegter (Surhuisterveen, 1978) - televisiepresentator
- Lucille Werner (Eindhoven, 1967) - televisiepresentatrice
- Lisanne de Witte (Vlaardingen, 1992) - atlete

## Foto's

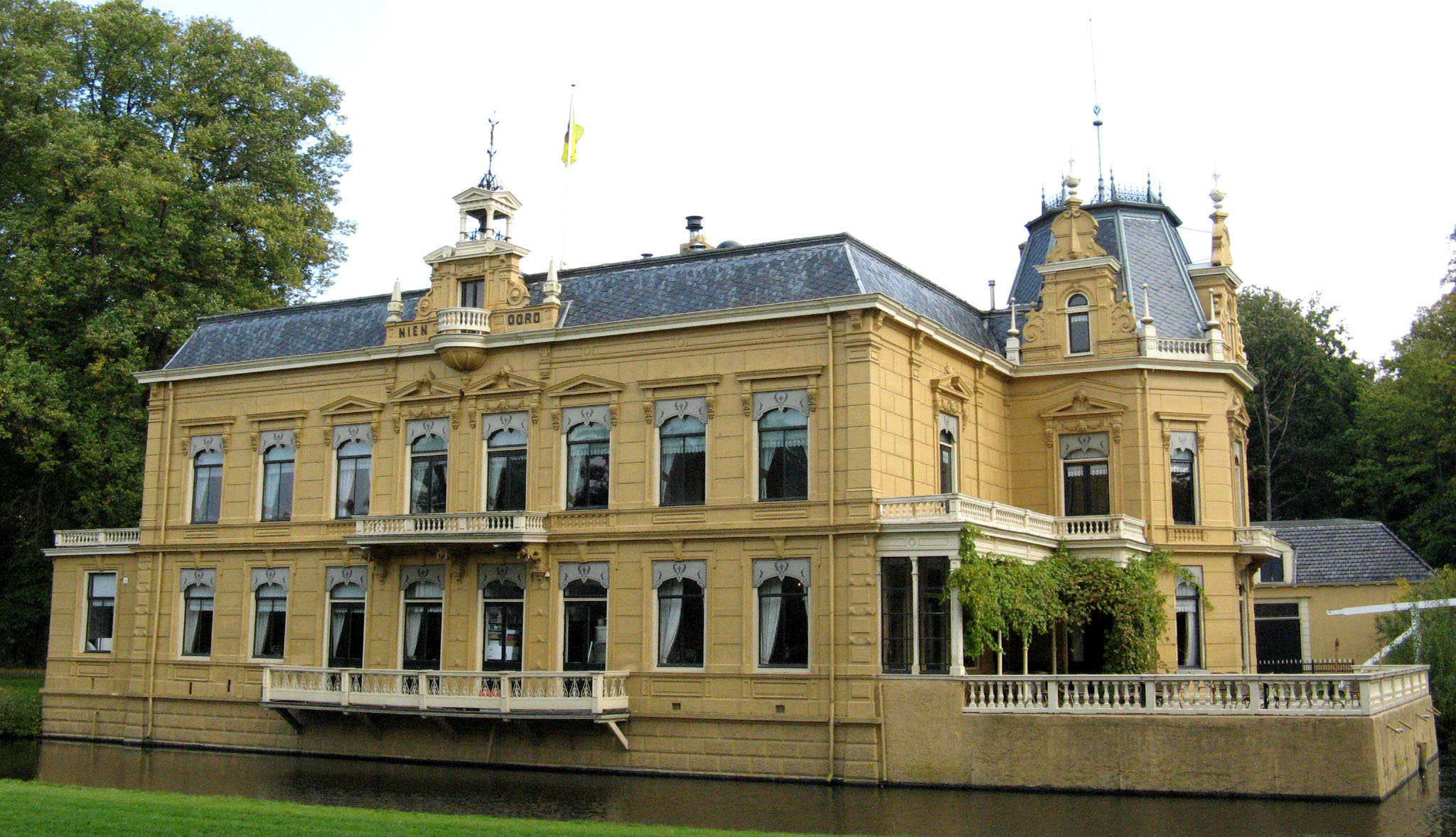
Borg Nienoord
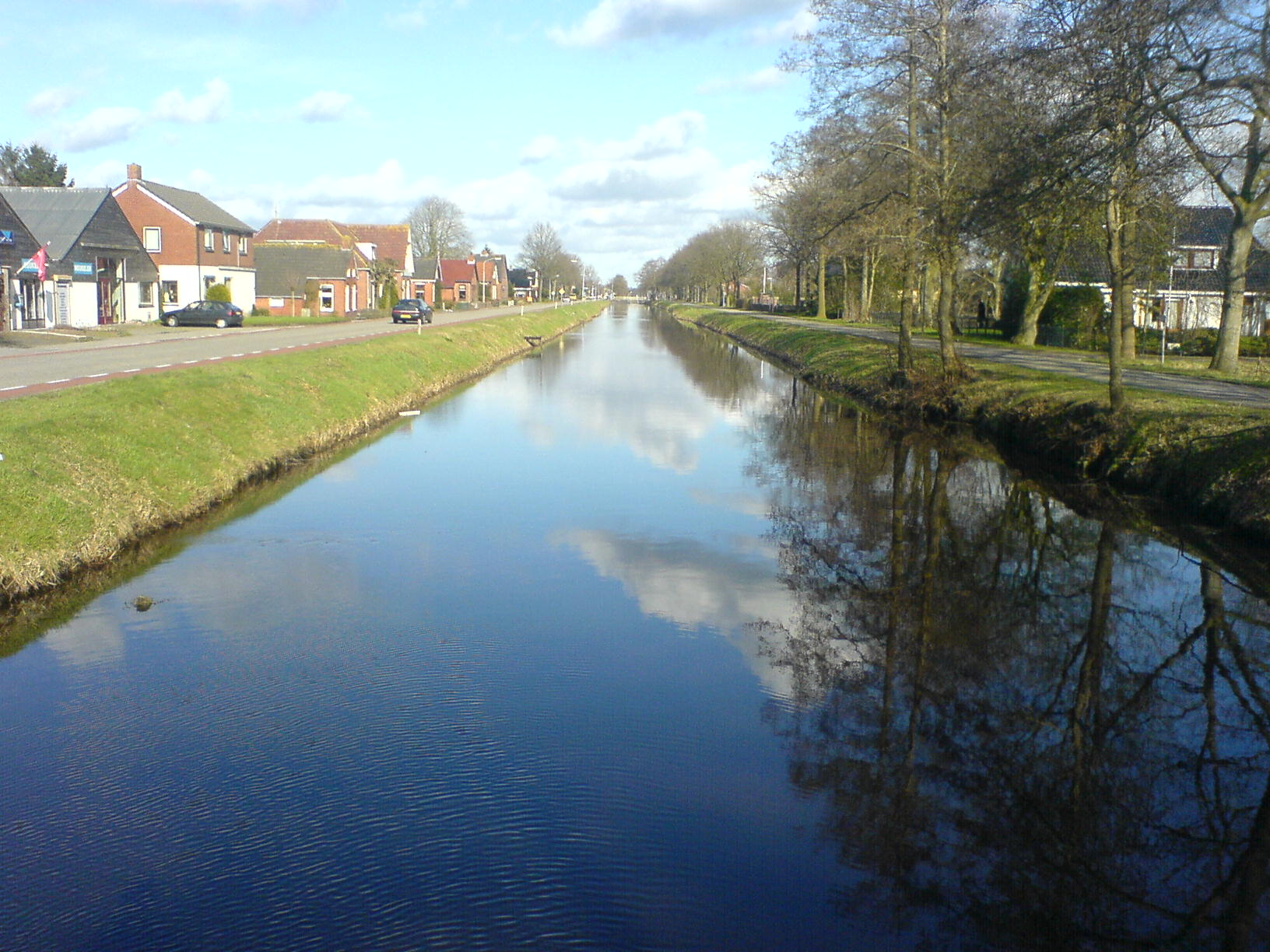
Het Leekster Hoofddiep
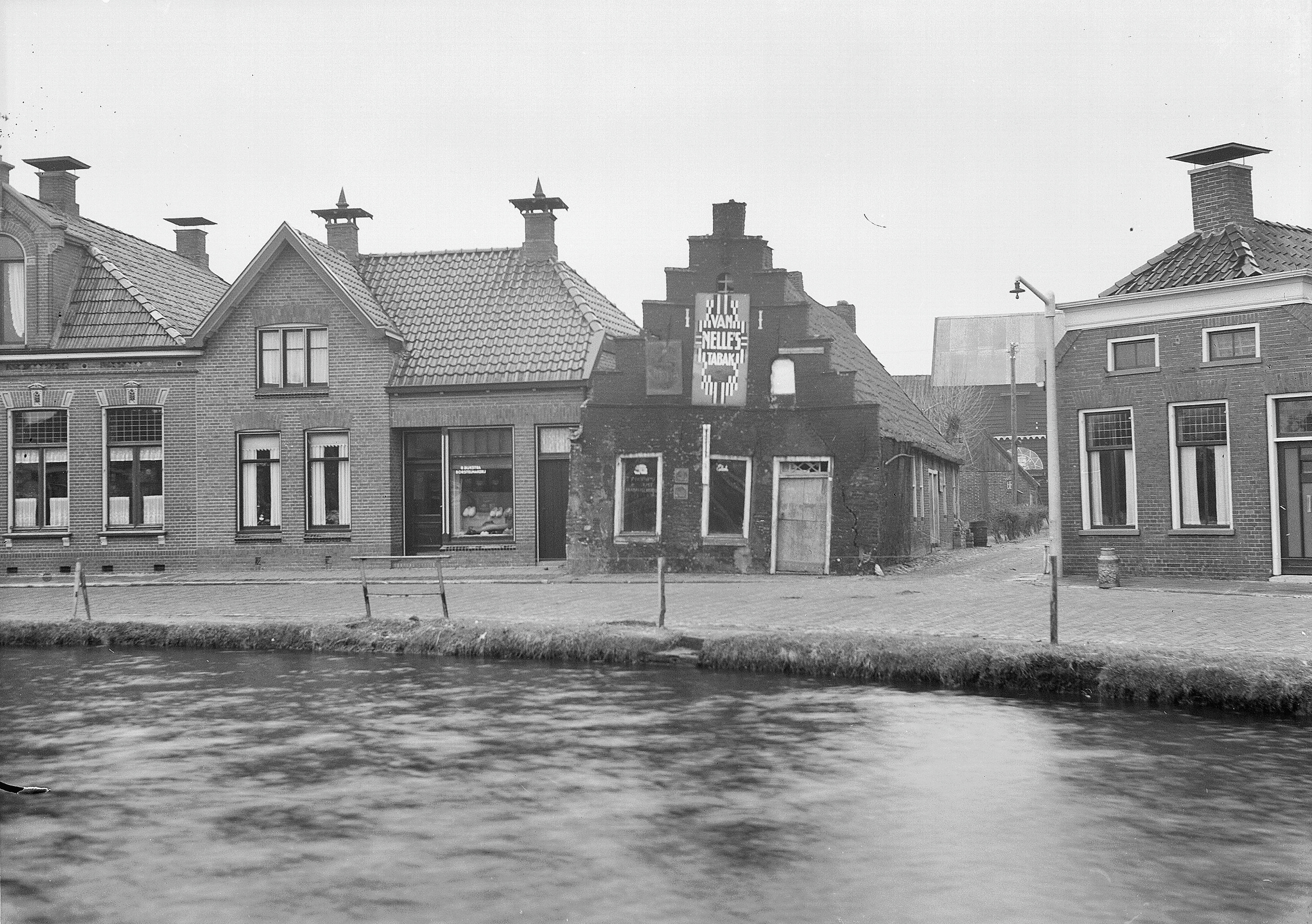
De Pulvertoren, een voormalig kruitmagazijn.
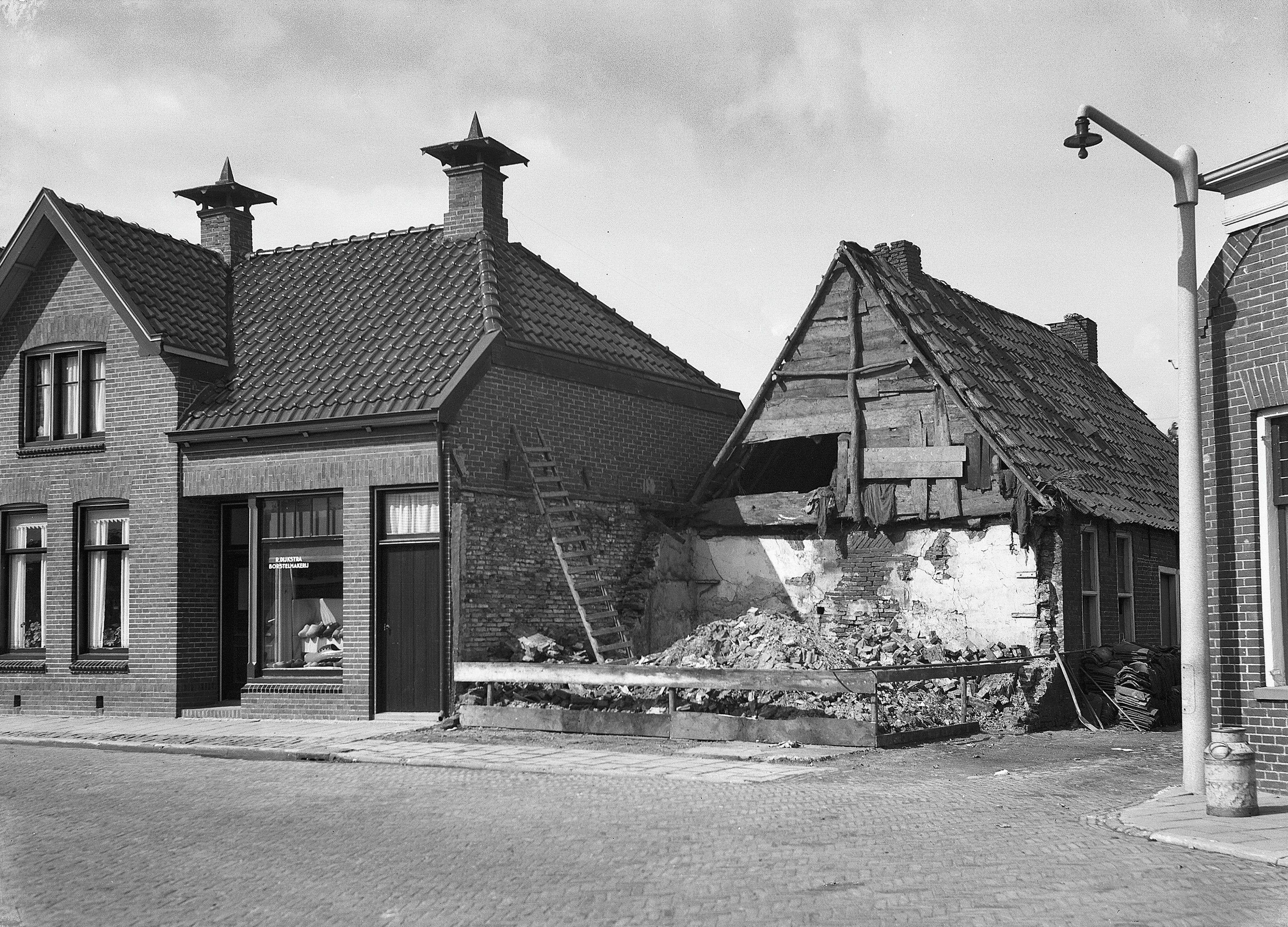
Nogmaals de Pulvertoren, nu nadat het gebouw is ingestort. Foto genomen in 1941